# Гол! 3
Гол! 3 (англ. Goal III: Taking on the World, иногда употребляется, как Гол! 3: Взятие мира) — спортивная драма 2009 года, третья и заключительная часть трилогии Гол!. Режиссёром фильма стал Эндрю Морахэн, а сценаристом и продюсером выступил Майк Джеффрис, который также участвовал в создании первых двух частей серии. 
В отличие от двух своих предшественников, этот фильм не был выпущен в кинотеатрах, а вместо этого был выпущен прямо на DVD и Blu-ray в Соединенном Королевстве 15 июня 2009 года. Многие ключевые режиссеры, снявшие первые два фильма, не участвовали в создании третьей части, в том числе оригинальные сценаристы и большинство главных актеров. Куно Бекер, сыгравший главного героя Сантьяго Муньеса в первых двух фильмах, лишь ненадолго появляется на протяжении всего фильма. Вместо этого фильм фокусируется на двух вымышленных игроках сборной Англии на чемпионате мира по футболу 2006 года в Германии, Чарли Брейтуэйте (Лео Грегори) и Лиаме Адамсе (Джей Джей Филд).
Фильм получил в основном негативные отзывы от критиков и зрителей, из-за его низкого качества и того факта, что он не завершает историю трилогии.

## Сюжет
Профессиональные футболисты Чарли Брейтуэйт (Лео Грегори), Лайам Адамс (Джей Джей Филд) и Сантьяго Муньес (Куно Бекер) завершают съемки рекламного ролика предстоящего финала чемпионата мира по футболу 2006 года в Германии. После съемок его агент Ник Эшворт (Ник Моран) сообщает Лиаму, что его контракт с «Реалом» не будет продлен, что усугубит его ранее существовавший алкоголизм.
Чарли снимается в фильме, и трио отправляется на съемки в Румынию. На съемочной площадке Чарли знакомится с итальянской актрисой Софией Тарделли (Кася Смутняк) и сразу же влюбляется в нее. Во время съемок сцены Лиаму сообщают, что и он, и Чарли были выбраны в сборную Англии на чемпионат мира.
Когда трое и София едут в такси, их сбивает другой автомобиль и доставляет в местную больницу. Лиам, София и Чарли получают незначительные травмы, но у Сантьяго сломаны ребра и сломана рука, из-за чего он не может претендовать на участие в мексиканской сборной на чемпионате мира. 
Ник договаривается о возвращении Лиама в свой предыдущий клуб «Ньюкасл Юнайтед». После заключения сделки он встречается и пытается флиртовать с Джун (Аня Лахири), хотя и безуспешно. Затем он обнаруживает, что у нее есть маленькая дочь по имени Белла, и делает вывод, что Лиам - отец. Узнав об этом, Лиам отправляется навестить Джун, но в панике выбегает из дома при встрече с Беллой.
Лиам и Чарли едут в Германию на чемпионат мира, и, оставаясь на скамейке запасных в первых двух играх группового этапа, Лиам сравняет счет со Швецией с помощью удара головой Чарли, и Англия выходит в плей-офф. Чарли делает Софии предложение, и она с радостью соглашается. Во время ужина с Лиамом и Ником Сантьяго сообщает, что Ник также стал его агентом, в результате чего он подписал двухлетний контракт с Tottenham Hostpur. Все трое отправляются в местный ночной клуб, где Лиам начинает флиртовать с привлекательной Катей, но отступает, поскольку его чувства к Джун становятся сильнее.
Во время игры 1/8 финала против Эквадора Чарли был сбит с ног в результате столкновения и растянут. После матча, победившего Англию со счетом 1: 0, Чарли теряет сознание в раздевалке и срочно отправляется в больницу, но скончался по дороге от аневризмы (ранее неизвестной в результате автомобильной аварии). Лиам, София, Сантьяго и остальной футбольный мир оплакивают потерю Чарли, Лиам избавился от алкогольной зависимости и стал играть более активную роль в жизни дочери.
После нулевой ничьей с Португалией в четвертьфинале Лиам выбран одним из пенальтистов сборной Англии. Пенальти Лиама отразил португальский вратарь Рикардо, а Криштиану Роналду реализовал решающий пенальти, и Англия выбыла из турнира.
Вернувшись в Ньюкасл, Лиам предлагает Джун выйти замуж, и она соглашается, а Сантьяго выступает в роли шафера. Во время свадьбы вечеринка вспоминает Чарли, поднимая бокалы не только за жениха и невесту, но и за самого Чарли. Италия поднимает трофей чемпионата мира после победы над Францией по пенальти в финале.
Также после турнира по Германии в их украшенном гирляндой фургоне St. George's Cross едут «Geordie Boys», твердолобые «Ньюкасл Юнайтед» Гордон (Майк Эллиотт), Фогхорн (Кристофер Фэйрбэнк), Уолтер (Джек Макбрайд) и Фил (Крейг Хини) показывая свои пьяные, распутные похождения в Германии.

## Дополнительная информация
Производство 1 июля 2007 — 7 октября 2007
Съёмки: 8 октября 2007 — 17 ноября 2007
Формат изображения: 2.35 : 1
Камера: Panavision Cameras and Lenses
Формат копии: 35 mm (anamorphic)
Формат съёмок: 35 mm
Изображение: цветное

## В ролях
- Джей Джей Филд
- Лео Грегори
- Куно Беккер
- Касия Смутняк
- Аня Лахири
- Ник Моран
- Кристофер Фэйрбэнк
- Майк Эллиот
- Крэйг Хини
- Джек МакБрайд

В отличие от первых двух фильмов, в фильме не фигурируют персонажи Роз Хармисон, Глен Фой и Гэвин Харрис. Сантьяго подразумевает, что он и Роз не сошлись снова после их разлуки. Как показано во втором фильме, Сантьяго уволил Фоя, Харрис вообще не упоминается.
Все настоящие профессиональные футболисты показаны на стоковых кадрах чемпионата мира. Спортивная роль актеров в этом фильме ограничивается зеленым экраном.

## Критика
Релиз фильма вызвал определенное разочарование у зрителей, в основном из-за его качества и того факта, что он не завершает историю предыдущих частей. 
Критики тоже не были добры к фильму, разделяя те же чувства, что и зрители. В своем обзоре для веб-сайта Shadows on the Wall Рич Клайн дал фильму 2 звезды из 5 и написал: «Завершение официально санкционированной трилогии странным образом смещает внимание с центрального персонажа Санти, чтобы вместо этого сосредоточиться на двух английских игроках, результат смотрибельный и живой, но все же немного банальный».
Причина предполагаемого несоответствия сюжета и качества фильма, похоже, связана с отсутствием большого бюджета у продюсеров. В своем обзоре для Goombastomp Редмонд Бэкон пишет: «Сделанный с бюджетом всего в 10 миллионов долларов (по сравнению с гораздо большим бюджетом оригинала в 33 миллиона долларов), доступ к полю был явно ограничен…